# Jean-Baptiste Volcler
Jean-Baptiste Volcler, né le 21 décembre 1760 ou en 1765, à Désertines, est un religieux et révolutionnaire français, accusateur public du Tribunal révolutionnaire de la Mayenne. 

## Biographie

### Origine
Il est le dixième et avant-dernier enfant de fils  de  Louis  Volcler, avocat au siège de la châtellenie de Saint-Aubin-Fosse-Louvain, et le frère de Louis Volcler,  sieur de Vaubureau, notaire à Pré-en-Pail de 1783 à 1784. Ce dernier est peut-être pour Alphonse-Victor Angot, celui qui fut nommé par François-Joachim Esnue-Lavallée juge suppléant à Lassay le 10 octobre 1793.

### Religion
Il effectue ses premières études chez François Migoret, curé de Rennes-en-Grenouilles, puis alla au séminaire de Domfront. Il est néanmoins tonsuré au Mans, le 1er avril 1786, et ordonné prêtre le 20 mars 1790. 
Il est nommé aussitôt vicaire à Saint-Fraimbault-de-Lassay, et chargé de la desservance de la chapelle du Rocher, en ville. Après avoir, au sujet du serment constitutionnel, juré en chaire « qu'il ne jurerait pas » il s'abstint en effet le 6 février ; mais le 26, dans la formule qu'il signa à Villaines, en accompagnant sa griffe des trois points maçonniques, il exposa que le tumulte qui s'était produit dans l'église, l'éloignement des autres prêtres qui l'eussent laissé seul, l'avaient empêché de se déclarer.

### Lassay
Pendant la Révolution française, il est curé de Lassay, depuis 1791 jusqu'à la cessation du culte. Rentré à Lassay, il se fit apporter sur son lit le registre de la municipalité pour y renouveler son serment. Élu curé de Saint-Fraimbault, il en chassa les prêtres légitimes, emporta les ornements sacrés à Lassay, et s'installa dans le château avec Chedville, son vicaire, au mois de février 1792.
Volcler sera successivement vicaire, curé, maire de Lassay et accusateur public. Volcler avait pour aide à Lassay un avoué, Louis Saint-Martin du Plessis, sieur de la Rigaudière, et un marchand, Paul Laporte.  Avec Saint-Martin-Rigaudière et Laporte, il constitua une sorte de triumvirat. 
En pleine séance municipale, le 6 janvier 1793, on veut désarmer comme suspect René Chappe, receveur de l'enregistrement et des droits réunis, malgré sa position et ses preuves de fidélité. Chappe proteste énergiquement et dénonce le comportement des 3 hommes.
Il avait toujours à la bouche « des menaces de meurtre et de massacre » écrit-on au Directoire du département. En chaire, le 27 mars 1793, il dit qu'on devait regarder comme aristocrates ceux qui n'allaient pas à sa messe, leurs serviteurs, leurs enfants et les ci-devant religieuses ; qu'il fallait les tuer tous à coup de fusil et de piques et qu'il était disposé à donner l'exemple. 
Nommé maire et commissaire de la Convention en 1793, il terrorisa plus que jamais, força tous les hommes à s'enrôler, mais inspira un tel dégoût qu'il demanda à Juliot-Lerardière et à Quentin une situation qui l'éloignât de Lassay. 
Au passage des prêtres qu'on transférait à Rambouillet lors de l'Évacuation de Laval, il forme un corps de vingt-cinq bandits pour les fusiller comme des renards et il l'eût fait, dit-il, s'il avait été prévenu une heure plus tôt.

### Commission militaire révolutionnaire
La Terreur s'installe. Le 22 décembre 1793, Bourbotte et Bissy le nomment accusateur public de la Commission militaire révolutionnaire du département de la Mayenne.
La correspondance de Jean-Baptiste Volcler avec le Comité de Château-Gontier illustre cette période. Volcler signait presque tous les jugements, et en rédigeait même un certain nombre. Il certifiait aussi, parfois, l'exécution des condamnations à mort.
Il s'occupe encore à pourvoir son tribunal et, le 1er pluviôse, par la circulaire suivante, il incite au zèle des autorités révolutionnaires de la Mayenne, les menaçant d'incarcération, en cas d'inaction, et leur annonçant la promenade de la guillotine.
| « L'accusateur public près la Commission militaire et révolutionnaire du dépt de la Mayenne aux municipalités et comités de surveillance, dans toute l'étendue du département. Laval, 1er pluviôse, l'an 2e de la République. Citoyens, ils sont passés ces temps de modération et d'insouciance où vous laissâtes les ennemis de la patrie tranquillement vaguer sur le sol de la liberté. L'instant de la justice nationale est à l'ordre du jour pour faire tomber la hache de la loi sur la tête du traître et du parjure. Rangez dans cette classe les tolérants, les fanatiques, les fédéralistes, les royalistes et autres aristocrates que la loi met hors du sein de la république. Sur ce fondé, et en vertu des pouvoirs qui me sont délégués, je vous déclare que pas une commune n'existe qui ne contienne de ces monstres. Toute municipalité ou comité de surveillance qui ne fera pas traduire à la maison d'arrêt de son district des accusés, et qui ne ferait pas entendre contre chacun au moins deux témoins de leurs dires ou actions, sera réputé les recéler et les favoriser, et pour ce fait se trouvera, à ma diligence, de jour ou de nuit, incarcérée sur mon réquisitoire. Purgeons républicains, et n'épargnons rien; le salut de la patrie l'exige impérieusement; votre propre liberté vous en fait un devoir. Vous consignerez la présente sur vos registres, et vous en accuserez le récépissé au district de votre arrondissement; et nous, nous promènerons la guillotine révolutionnaire sur les lieux où votre vigilance aura traduit des coupables. Salut et fraternité. Signé: Volcler, accusateur public. » |

Cette circulaire, envoyée par le district de Mayenne, à la Convention, est lue à la séance du 17 pluviôse an II. Elle apporta dans l'Assemblée un mouvement d'horreur et d'indignation.
La commission envoie à l'échafaud les 14 martyrs de Laval, comprenant l'ancien professeur de Volcler : François Migoret-Lamberdière.
Après le renouvellement de la commission du Tribunal révolutionnaire en avril 1794, il retourne à Lassay et en devient maire.

### Procès
Le représentant Jean-François Boursault-Malherbe est chargé de différentes missions politiques dans l'ouest et notamment dans la Mayenne, où il tient une conduite relativement modérée. Il fait arrêter un certain nombre de terroristes à Laval, supprime la Commission militaire révolutionnaire du département de la Mayenne et réorganise le tribunal criminel, qui reprend ses fonctions le 16 octobre 1794. Il est un de ceux qui contribuèrent le plus à la mise en accusation de François Joachim Esnue-Lavallée et de ses complices. 
A l'arrivée de Boursault, Volcler est traduit devant le Comité révolutionnaire pour vols dans les églises et chez les particuliers (2 nov. 1794). Il s'esquiva. Les scellés furent mis sur ses meubles à Lassay, mais brisés par Laporte qui avait intérêt à faire disparaître les papiers compromettants pour les complices. Le juge de paix les apposa de nouveau.
Le 10 novembre 1794, Boursault était à Lassay-les-Châteaux, il rassembla le club des jacobins dans l'église, qu'il avait pris soin de faire garder par une compagnie de gendarmes. Après une allocution contre le régime de la Terreur et ses agents, il commande aux gendarmes de se saisir de Marat-Rigaudière, de Pottier, de Jean-Baptiste Volcler et de Pierre Laporte. Ces deux derniers parvinrent s'évader, et Boursault repartit le lendemain, conduisant les deux autres en prison à Laval. 
François Midy lance un mandat d'amener contre Jean-Baptiste Volcler, ex-maire de Lassay et accusateur public de la Commission révolutionnaire établie dans ce département indiquant qu' il s'est échappé et il est actuellement à la tête d'une bande de scélérats, sur le district de Lassay, qui vole et pille partout où elle passe. Volcler, n'était pas loin. Il avait sa retraite dans les environs de Lassay, écrit-on, le 12 février 1795, à Gasté, président du département.
Son procès par contumace s'instruisait néanmoins à Laval. François Midy, l'accusateur public, indique qu'il s'était comporté comme accusateur public de la Commission Clément « d'une manière indigne d'un républicain » et renvoie aux dépositions des témoins
Les administrateurs de Mayenne dénoncèrent, le 5 février 1795, ses crimes à la Convention où ils soulevèrent un mouvement d'horreur. Un député, qui voulait peut-être le sauver, dit qu'il avait été arrêté. En fait, il ne le fut que le 12 février et bénéficia de l'amnistie accordée à tous les terroristes.
Volcler est contraint de s'expatrier ; il se retire à Abbeville, où il se marie.  
Sa femme est morte en 1844. Il en eut un fils et trois filles. La dernière, née à Lassay, d'après l'acte officiel, est baptisée le 29 juillet 1804 à Saint-Wulfran d'Abbeville, et nommée par un oncle, de Désertines. Il meurt à Abbeville, le 21 juillet 1813, dans une auberge qu'il tenait place au Blé.

## Sources partielles
- Abbé Gillard, note mss. et Bénédictines de Lassay.
- Moniteur.
- Titres de la fabrique de Lassay.
- Greffe du tribunal civil de Laval.
- F. Le Coq, La Constitution civile du clergé.
- Théodore Perrin, Les Martyrs du Maine, 1830 ;
- Isidore Boullier, Mémoires ecclésiastiques concernant la ville de Laval et ses environs, 2e édition, 1848, in-8 ;
- Étienne-Louis Couanier de Launay, Histoire de Laval (818-1855), Imp. Godbert, 1856, 608 p. [détail des éditions] (lire en ligne) ;
- La justice révolutionnaire Août 1792 - Prairial an III d'après des ..., Volume 1, 1870, p. 186.  ;
- « Jean-Baptiste Volcler », dans Alphonse-Victor Angot et Ferdinand Gaugain, Dictionnaire historique, topographique et biographique de la Mayenne, Laval, A. Goupil, 1900-1910 [détail des éditions] (BNF 34106789, présentation en ligne), t.I et IV ;
- Emile Queruau-Lamerie, Bulletin de la Commission historique de la Mayenne, 1907 ;
- Christine Peyrard, Les Jacobins de l'Ouest .